# Зернолуск
Зернолу́ск (Saltator) — рід горобцеподібних птахів родини саякових (Thraupidae). Представники цього роду мешкають в Центральній і Південній Америці та на Карибах. Традиційно зернолусків відносили до родини кардиналових (Cardinalidae), однак за результататою низки молекулярно-філогенетичних досліджень вони, разом з деякими іншими видами, були переведені до родини саякових (Thraupidae).

## Опис
Зернолуски — птахи середнього розміру, довжина яких становить 18,5-24 см, а вага 30-113 г. Їм притаманні товсті, міцні, часто яскраво забарвлені дзьоби. Загалом зернолуски мають тьмяне, переважно сірувато-оливкове забарвлення, над очима у багатьох представників роду є білі "брови". Два види, яких раніше відносили до роду Pitylus (S. grossus і S. fuliginosus) вирізняються міцними червоними дзьобами і темно-сизим забарвленням.

## Види
Виділяють шістнадцять видів:
- Зернолуск рудобокий (Saltator orenocensis)
- Зернолуск зеленокрилий (Saltator similis)
- Saltator grandis[11]
- Saltator olivascens[12]
- Зернолуск сірий (Saltator coerulescens)
- Зернолуск смугастоволий (Saltator striatipectus)
- Зернолуск антильський (Saltator albicollis)
- Зернолуск великий (Saltator maximus)
- Зернолуск чорнокрилий (Saltator atripennis)
- Зернолуск чорноголовий (Saltator atriceps)
- Зернолуск еквадорський (Saltator nigriceps)
- Зернолуск бразильський (Saltator fuliginosus)
- Зернолуск білогорлий (Saltator grossus)
- Зернолуск масковий (Saltator cinctus)
- Зернолуск товстодзьобий (Saltator maxillosus)
- Зернолуск золотодзьобий (Saltator aurantiirostris)

За результатами молекулярно-генетичного дослідження болівійського зернолуска було переведено з роду Saltator до новоствореного монотипового роду Pseudosaltator. Також за результатами цього дослідження чорногорлий зернолуск був переведений до роду Чако (Saltatricula).